# Antonio Azarola
Antonio Azarola Gresillón (Tafalla, 1874 - Ferrol, 1936) est un militaire espagnol.
Après une formation à l’École navale de Ferrol, il s’engagea dans la marine de guerre et gravit les échelons jusqu’à accéder en 1932 au grade de contre-amiral. Fin 1935, il fut nommé ministre de la Marine dans le cabinet Portela Valladares, dernier gouvernement de la République, dont il élabora l’ultime Plan naval. Au déclenchement du coup d’État militaire de juillet 1936, Azarola, sommé de se joindre à la rébellion et de déclarer l’état de guerre, s’y refusa par fidélité aux autorités constitutionnelles. Après la victoire du camp nationaliste en Galice, il fut condamné à mort par un conseil de guerre et exécuté.

## Biographie
Antonio Azarola était issu d’une famille aisée, de vieille extraction traditionnelle, qui comprenait dans ses rangs plusieurs héros militaires espagnols émigrés en Uruguay. Il suivit l’enseignement secondaire dans sa ville natale, avant de s’inscrire le 20 juin 1891 comme aspirant à l’École navale de Ferrol, d’où il sortit deux ans plus tard, en décembre 1893, avec le grade de garde-marine ; il passa ensuite au rang d’enseigne de vaisseau en janvier 1897, puis de lieutenant de vaisseau en février 1906 et de capitaine de corvette fin août 1918.
En octobre 1921, il obtint le brevet spécial d’artillerie et de tir naval, et l’année suivante, en juin 1922, se vit octroyer le titre d’ingénieur radiotélégraphiste par l’École supérieure d'électricité à Paris. Devenu capitaine de frégate en février 1922, il monta en janvier 1929 au grade de capitaine de vaisseau, et fut promu en février 1932 contre-amiral. Professionnel studieux, de tendances modérées, il fut nommé en novembre 1934 au poste de commandant en second de la base navale de Ferrol et de chef de l’arsenal de celle-ci.
Le Galicien Manuel Portela Valladares, à la tête du dernier cabinet ministériel de la Seconde République (qui gouverna l'Espagne du 30 décembre 1935 au 19 février 1936, juste avant les élections de février 1936), nomma Antonio Azarola sous-secrétaire du ministère de la Marine, puis ministre du même département. À ce titre, il conçut en janvier 1936 l’ultime Plan naval de la République, lequel plan prévoyait la construction de deux destroyers, de deux canonnières et d’autres navires de moindre taille et puissance.
Antonio Azarola avait épousé Carmen Fernández García-Zúñiga, fille du vice-amiral Ricardo Fernández Gutiérrez de Celis, de qui il avait été le secrétaire personnel en deux occasions au cours de sa carrière militaire.
Lorsqu’éclata la rébellion militaire de juillet 1936, Antonio Azarola demeura loyal à la République, adoptant une attitude passive et se refusant le 20 juillet à décréter l’état de guerre, à l’indignation de ses camarades soulevés en armes. Il fut alors mis en détention par ses propres subordonnés, parmi lesquels les frères Salvador et Francisco Moreno Fernández, qui allaient quelques années plus tard être élevés au statut de héros naval par le général Franco. Déféré devant un conseil de guerre en procédure accélérée (sumarísimo)), sur l’accusation notamment d’avoir donné ordre d’ouvrir en secret l’arsenal de Ferrol aux « masses marxistes » pour leur permettre de s’emparer des armes et des embarcations s’y trouvant, Antonio Azarola fut condamné à la peine capitale et exécuté sans délai. Le verdict énonçait :

« [...] un délit d’abandon de poste, face à des rebelles et des séditieux, commis par le commandant de l’Arsenal, celui-ci s’étant retranché dans ses fonctions, retiré dans son logis particulier, et opposé à ce que l’état de guerre soit déclaré dans cette place. »

Le contre-amiral Azarola déclara dans sa déposition devant le tribunal qu’il était inenvisageable pour lui d’enfreindre ses principes militaires :

« [...] des considérations de nature militaire m’empêchaient absolument de m’associer à un acte que je jugeais séditieux. »

Antonio Azarola fut fusillé le 4 août 1936 à six heures du matin, dans la caserne de Dolores à Ferrol. Son corps se trouve inhumé au cimetière de Villagarcía de Arosa, dans l’ouest de la Galice.
Le contre-amiral Azarola avait un fils, Antonio Azarola Fernández de Celis, qui à l’instar de son père choisit la carrière des armes et s’engagea dans la marine de guerre. Sa nièce Amelia Azarola Echevarría, fille de l’ingénieur et homme politique radical-socialiste navarrais Emilio Azarola Gresillón, maire de Santesteban, était mariée à l’aviateur phalangiste Julio Ruiz de Alda, lequel allait être assassiné dans la prison modèle de Madrid le 23 août 1936.